# Incentivo
Un incentivo è qualcosa che motiva un individuo a compiere un'azione. Lo studio delle strutture degli incentivi è essenziale per l'analisi di tutte le attività economiche (sia in termini di decisioni individuali che in termini di cooperazione e competizione all'interno di una più grande istituzione). L'analisi economica, quindi, delle differenze tra le società (e tra differenti organizzazioni nelle società) giunge a caratterizzare le diverse strutture degli incentivi affrontate dagli individui interessati da questi sforzi collettivi. Infine, gli incentivi servono ad attribuire valore al denaro e contribuiscono al successo organizzativo.

A volte usato come sinonimo di premio, differentemente quest'ultimo dovrebbe essere correlato ad un'opera od azione disinteressata.

## Categorie
Gli incentivi possono essere classificati a seconda dei differenti modi con i quali essi motivano gli individui ad attuare determinate azioni. Gli incentivi possono essere divisi in quattro classi principali:
| Classe                 | Definizione |
| ---------------------- | --- |
| Incentivi remunerativi | Sussistono quando un individuo si aspetta una retribuzione materiale — specialmente denaro — in cambio per l'agire in un determinato modo |
| Incentivi finanziari   | Sussistono quando un individuo si aspetta una retribuzione materiale — specialmente denaro — in cambio per l'agire in un determinato modo |
| Incentivi morali       | Sussistono quando una scelta particolare è vista obiettivamente come la cosa giusta da fare, o perché particolarmente ammirabile, o quando il non agire in un modo specifico è considerato indecente. Una persona che agisce sulla base di un incentivo morale può aspettarsi un senso di approvazione o ammirazione dalla società; una persona che agisce contro gli incentivi morali può aspettarsi un senso di colpa, condanna o addirittura ostracismo dalla società. |
| Incentivi coercitivi   | Sussistono quando una persona può aspettarsi che il non agire un particolar modo possa far sì che la forza fisica sia usata contro di lui (o i suoi cari) da altri nella società — per esempio, con punizioni, con l'imprigionamento, o confiscando o distruggendo i loro beni. |
| Incentivi naturali     | Come curiosità, sforzi fisici o mentali, ammirazione, paura, rabbia, dolore, felicità, o la ricerca della verità, o il controllo di cose materiali o persone nel mondo o di se stessi. |

(C'è un altro utilizzo comune dove incentivo contrasta con coercizione, ad esempio i moralisti dell'economia contrastano il lavoro guidato da incentivi —come imprenditoria, impiego, o volontariato considerati incentivi remunerativi, morali, or personali—con lavori coercitivi —come la schiavitù, dove il lavoro è motivato dalla minaccia di violenza e sofferenza. In tal senso la categoria di "incentivi coercitivi" è esclusa. Per la finalità di questo articolo, tuttavia, "incentivi" è usato nel senso più ampio definito sopra.)

## Altre forme
Queste categorie non includono tutti i possibili incentivi che una persona potrebbe avere. In particolare, esse non racchiudono le numerose forme di altri incentivi —che potrebbero essere semplicemente raggruppati con il nome di incentivi personali che motivano un individuo singolo tramite i suoi gusti, desideri, o i suoi sentimenti, le sue abilità e così via. La ragione per cui si considerano a parte questi incentivi non è per la loro scarsa importanza al fine di comprendere i comportamenti umani—dopotutto, gli incentivi con struttura sociale possono esistere solo in virtù dell'effetto che le condizioni sociali hanno su individui singoli. Piuttosto, gli incentivi personali sono differenziati dagli altri incentivi a struttura sociale poiché stabiliti da differenti forme di interazione di tipo sociale. Gli incentivi personali sono essenziali per capire perché una persona agisce in una determinata maniera, ma l'analisi sociologica ha dimostrato che qualsiasi individuo in una data posizione in una determinata società agisce basandosi sulle regole della stessa—ciò significa principalmente esaminare regole e convenzioni stabilite ad un livello sociale, piuttosto che personale.

## Pressione sociale
È anche utile notare che queste categorie non sono necessariamente esclusive; la stessa situazione può, nei suoi aspetti differenti, portare incentivi che non rientrano sotto alcuna categoria o, al contrario, che rientrano in tutte. Nell'attuale società americana, per esempio, prosperità economica e stima sociale sono spesso strettamente interconnesse; e quando la popolazione in una cultura tende ad ammirare coloro che hanno successo economico, o a vedere con una certa dose di disprezzo coloro che non lo hanno, le prospettive di (per esempio) trovare o perdere un lavoro portano non solo agli ovvi incentivi remunerativi (in termini di disponibilità finanziaria) ma anche sostanziali incentivi morali (come onore e rispetto da altri che hanno un lavoro stabile, e disapprovazione o umiliazione per coloro che ne sono sprovvisti, poiché non vogliono o non possono lavorare).

## Economia
Lo studio dell'economia nelle società moderne è perlopiù interessato agli incentivi remunerativi che a quelli di tipo morale o coercitivo— non poiché gli ultimi due tipi siano meno importanti, ma piuttosto poiché gli incentivi remunerativi sono la forma principale di incentivi adoperata nel mondo degli affari, mentre quelli morali e coercitivi sono oggetto di studi nelle scienze politiche e nella sociologia. Un esempio classico di analisi economica delle strutture degli incentivi è nel diagramma della Legge di Walras: la teoria economica prevede che il mercato tenda a muoversi verso un prezzo d'equilibrio a causa del fatto che chiunque nel mercato ha un incentivo remunerativo a far sì che così avvenga: abbassando un prezzo definito formalmente sopra l'equilibrio, una marca può attrarre più consumatori e guadagnare di più; innalzando un prezzo definito al di sotto dell'equilibrio, un consumatore è più in grado di ottenere il bene o servizio che desidera nella quantità che preferisce.
Un incentivo forte è quello che raggiunge l'obiettivo prefissato. Se l'obiettivo è massimizzare la produzione, allora un forte incentivo sarà quello che incoraggia i lavoratori a produrre beni a pieno ritmo. Un incentivo debole è un qualsiasi incentivo al di sotto di questo livello.
Gli incentivi aiutano le persone a compiere la decisione corretta, o quella che qualcuno gradirebbe venisse fatta. Per far sì che vengano compiute azioni gradite in economia, è necessario dare incentivi al consumatore e/o al produttore, in caso contrario essi non avrebbero motivo per fare ciò che viene richiesto.

## Regolamentazione nel settore dei servizi
Le regolamentazioni basate sugli incentivi possono essere definite come l'uso consapevole di ricompense e penalità per incoraggiare buoni risultati nel settore dei servizi.
Gli incentivi possono essere utilizzati in diversi contesti. Per esempio, i politici negli Stati Uniti utilizzarono un incentivo
di scambio quando ad alcune delle compagnie telefoniche statunitensi locali fu permesso di accedere al mercato interurbano solo se prima esse avessero cooperato all'apertura dei loro mercati locali.
La regolamentazione degli incentivi è spesso usata per regolare il livello del prezzo totale dei servizi. Ci sono quattro approcci
primari per la regolazione del prezzo complessivo: la regolazione del tasso di rendimento (o costo del servizio), la regolazione del prezzo limite, la regolazione del gettito limite, e la regolazione dell'analisi comparativa.
Con l'analisi comparativa per esempio, la qualità dell'operatore è paragonata a quella di un altro e penalità e premi sono attribuiti in base alla qualità relativa dell'operatore. Ad esempio, l'analizzatore potrebbe identificare un numero di operatori comparabili e paragonare il loro rapporto qualità/prezzo. Gli operatori più efficienti saranno ricompensati con profitti extra, mentre quelli meno adatti potrebbero essere penalizzati. Poiché gli operatori sono in realtà in mercati diversi, è importante assicurarsi che la loro condizione sia simile affinché il paragone sia valido, ed utilizzare tecniche statistiche per equilibrare ogni differenza quantificabile sulla quale gli operatori non hanno controllo.
In genere le autorità di regolamentazione usano una combinazione di queste forme elementari di regolazione. La combinazione di forme di regolazione è detta regolazione ibrida. Per esempio, le autorità di regolamentazione del Regno Unito (ad esempio, l'Ofgem)
combinano elementi di tasso del rendimento e di limite massimo dei prezzi per creare la loro forma di regolamentazione RPI - X.
Le tariffe d'incentivo sono inoltre prevalenti nel settore dei servizi, sotto un qualsiasi contesto di regolamentazione noto. Le tariffe
d'incentivo sono un tramite per indurre numerosi clienti commerciali o industriali ad individuare e mantenere strutture nell'ambito dell'utility. L'incentivo è fornito nella forma di sconto dalla tariffa di base per il servizio, nei suoi termini e/o nelle sue condizioni d'uso. Negli Stati Uniti le tariffe d'incentivo (anche conosciute come Economic Development Rates e/o Load Retention Rates) sono una componente comune della strategia dei servizi per supportare gli sforzi di sviluppo economico di una particolare regione geografica o entità politica.

## Problemi
Le strutture degli incentivi, tuttavia, sono note per essere più complesse di quello che potrebbero apparire a coloro che le imbastiscono. Gli esseri umani sono sia di vedute ristrette che creativi; ciò significa che la gente che offre degli incentivi è spesso incapace di prevedere tutti i modi con cui le persone reagiranno agli stessi. Pertanto, una conoscenza imperfetta e conseguenze inattese spesso possono rendere gli incentivi molto più complessi rispetto a quello che gli offerenti avevano originariamente previsto, e condurre sia ad una manna inaspettata che a veri e propri disastri prodotti da incentivi resi involontariamente perversi.
Ad esempio, i decisori nelle organizzazioni a scopo di lucro spesso devono decidere che incentivi offriranno agli impiegati ed ai manager per incoraggiarli ad agire in modi favorevoli all'azienda. Ma molte politiche aziendali — specialmente quelle della variante "super incentivo", comune negli anni Novanta 1990 — che si prefiggevano di stimolare la produttività hanno, in certi casi, portato a spettacolari fallimenti come risultato di conseguenze inattese. Per esempio, le "stock option" furono intese per incrementare la produttività dell'Amministratore delegato offrendo un incentivo remunerativo (i profitti dall'impennata dei prezzi delle azioni) ad esso per migliorare la competitività della società. Ma gli amministratori potevano ottenere questi profitti dall'impennata delle azioni sia (1) compiendo decisioni assennate e raccogliendo i frutti di un aumento dei prezzi a lungo termine, oppure (2) fabbricando o falsificando i dati contabili per dare l'illusione di successo economico, e lucrando dal temporaneo aumento dei prezzi prima che venga fuori la verità e le quotazioni tracollino. L'incentivo perverso creato dalla possibilità dell'opzione (2) è stato accusato di aver generato numerosi rendiconti fasulli di guadagno e false pubbliche dichiarazioni verso la fine degli anni Novanta e all'inizio del Duemila.
Inoltre c'è il compromesso dei guadagni a breve termine a spese dei guadagni a lungo termine o addirittura della sopravvivenza a lungo termine della società. È facile saccheggiare il bilancio di una azienda ben tenuta e mostrare spettacolari guadagni a breve termine soltanto per far fallire l'impresa dopo che i responsabili hanno ottenuto i loro incentivi e lasciato l'organizzazione o l'industria. Nonostante gli incentivi a lungo termine possano essere parte del sistema degli incentivi, essi sono stati abbandonati negli scorsi 20 anni. Un esempio di organizzazione che ha utilizzato programmi di incentivi a lungo termine è stata la Hughes Aircraft ed ebbe ampio successo finché il governo americano non costrinse la sua separazione dal Howard Hughes Medical Institute. Di recente c'è stato movimento per l'adozione della Benefit Corporation o B-Corporation, come metodo per modificare la consuetudine da incentivi di finanziamento a breve termine ad incentivi a lungo termine sia di finanziamento che non.
Non tutte le organizzazioni a scopo di lucro utilizzarono incentivi finanziari a breve termine nei livelli al di sotto di quelli di presidente e capo esecutivo. La consuetudine di abbassare l'accesso agli incentivi finanziari nella gerarchia organizzativa iniziò negli anni Ottanta come modo per incrementare quella che era considerata bassa produttività. Prima di allora gli incentivi erano associati più alla soddisfazione del cliente e alla produzione di prodotti di alta qualità. Lo spostamento degli incentivi finanziari giù nella catena aziendale ebbe la conseguenza imprevista della sovversione del processo interno per risparmiare i costi a breve termine, costringendo l'obsolescenza ai livelli più bassi siccome l'investimento fu rinviato o abbandonato, ed abbassò la qualità. Alcuni di questi problemi sono esaminati nel documentario britannico The Trap. Quest'idea di incentivi finanziari e lo spingerli al loro comune denominatore di più basso livello ha portato ad una nuova struttura aziendale o ad organizzazioni dove essenzialmente tutto è un centro di profitto autonomo che ha come unici incentivi degli incentivi finanziari a breve termine.

## Tempi di crisi
Nonostante i bonus siano parte integrante delle pratiche del mercato libero sugli esseri umani, la loro continua attribuzione ai dirigenti da parte delle società beneficianti dell'US Government financial help come pianificato e stipulato sta affrontando grande criticità e opposizione da parte dei politici e dei media. Il caso dell'American International Group è un esempio evidente di come siano diventati diffusi degli incentivi di bonus normalmente rifiutati dopo il crollo del mercato dei capitali.
Una possibile soluzione contro la critica del pagamento eccessivo dei funzionari in periodi di boom economico e della sottopaga nei tempi di crisi sarebbe ottenibile collegando i beneficiari dei bonus ad un indice di operatività. Così facendo effetti esterni (cicli economici) sarebbero esclusi dalla misurazione della produttività. Ciò rende il pagamento degli incentivi più equo, o probabilmente non garantito, siccome i bonus sono basati sulla produttività relativa ad altre aziende nei settori collegati.
Mentre la nozione di un sistema equo sembra essere un accordo alla pari, coloro che stanno facendo più del dovuto si sentiranno danneggiati da questo approccio; pertanto, un sistema basato sulla produttività della singola organizzazione è stato utilizzato come standard.